# Pietju Bell
Pietju Bell, wiens ware naam niet publiekelijk bekend is, is een Nederlandse rapper uit Eindhoven. In zijn muziek rapt hij over zijn ervaringen op straat en in de gevangenis.

## Biografie
Pietju Bell werd geboren in Angola. Op jonge leeftijd vluchtte hij met zijn moeder naar Nederland, waar zij zich uiteindelijk vestigden in de Eindhovense wijk Gestel.
Hij begon met rappen na het overlijden van een vriend. Hij deelde een nummer over zijn vriend online en werd vervolgens benaderd om meer muziek te maken. Hij heeft ervoor gekozen om onafhankelijk te blijven en zich niet te verbinden aan een platenlabel.
In 2011 verscheen Pietju Bell op de soundtrack van de film New Kids Nitro met het nummer Woensel, samen met Fresku, Killer Kamal, Opgeschore, Youssef en Lange Ritch. In 2016 kreeg hij bredere bekendheid door een studiosessie van 101Barz, waarin hij samenwerkte met Woenzelaar en Killer Kamal. Tijdens deze sessie werd een voorproefje gegeven van zijn debuutsingle Als Je Wist Dan Je Weet, die in december van dat jaar officieel werd uitgebracht. Hij is ook te horen op samenwerkingen met Teemong en Killer Kamal, zoals Mug, Lekker Dansen en Gelukzoekers. In 2017 vormde hij kortstondig het rapduo Boerenjongens met Woenzelaar, maar deze samenwerking eindigde vanwege meningsverschillen.
Pietju Bell bracht zijn debuutalbum, getiteld Als 't Maar Lukt, uit op 10 augustus 2018. Zijn tweede album, Le Douche, verscheen op 25 november 2022.

## Discografie

### Albums
| Titel            | Verschijningsdatum |
| ---------------- | ------------------ |
| Als 't Maar Lukt | 10 augustus 2020   |
| Le Douche        | 25 november 2022   |

### Singles
| Titel                   | Verschijningsdatum | Bijdrage/productie                 | Afkomstig van het album |
| ----------------------- | ------------------ | ---------------------------------- | ----------------------- |
| Als Je Wist Dan Je Weet | December 2016      | Teemong                            | Als 't Maar Lukt        |
| Lekker Dansen           | Maart 2017         | Killer Kamal, Teemong              | —                       |
| Blacka Brakka Jacka     | Januari 2017       | Woenzelaar, Teemong                | —                       |
| Gelukzoekers            | September 2017     | Teemong                            | Als 't Maar Lukt        |
| Pastos                  | November 2017      | Teemong                            | Als 't Maar Lukt        |
| Klapper                 | Juli 2018          | KONO                               | —                       |
| Mug                     | Augustus 2018      | Killer Kamal, Teemong              | —                       |
| Ik Leef                 | December 2019      | —                                  | —                       |
| Biem                    | Februari, 2020     | Steve                              | —                       |
| Hoofd Thee              | Augustus 2022      | Alexander Scheffelaar Klots, Polak | Le Douche               |
| Trainingspak            | September 2022     | Alexander Scheffelaar Klots, Polak | Le Douche               |
| Plein                   | Oktober 2022       | Alexander Scheffelaar Klots, Polak | Le Douche               |
| Kijk Hoe Ik Gas         | November 2022      | Alexander Scheffelaar Klots, Polak | Le Douche               |
| Malika                  | September 2023     | Alexander Scheffelaar Klots, Polak | —                       |

### Samenwerkingen
| Titel               | Verschijningsdatum | Samenwerking                                                          | Afkomstig van het album             |
| ------------------- | ------------------ | --------------------------------------------------------------------- | ----------------------------------- |
| Woensel             | December 2011      | Fresku, Killer Kamal, Opgeschore, Youssef, Lange Ritch                | Nitro (De Originele Soundtrack Van) |
| Testosteronbommen   | Mei 2017           | Braz, Fresku, Killer Kamal, MocroManiac, San Holo                     | BRAZPARK                            |
| Lekker Dansen       | Maart 2017         | Killer Kamal, Teemong                                                 | —                                   |
| Appelsap 2017       | Juli 2017          | Rotjoch United, MocroManiac, Eves Laurent, Jozo, LouiVos, SBMG, Kempi | —                                   |
| Mug                 | Augustus 2017      | Killer Kamal, Teemong                                                 | —                                   |
| Boerenjongen        | Februari 2018      | D-Double                                                              | Nood Breekt Wet                     |
| Hasj Uit Het Zuiden | Juli 2018          | LouiVos                                                               | Exotische Wapens                    |
| Hakuna Matata       | September 2018     | Bartofso                                                              | Majin Bouz                          |
| Lisa                | Mei 2021           | Pollorique                                                            | —                                   |